# Ronde van Vlaanderen 2015
De 99e editie van de wielerwedstrijd Ronde van Vlaanderen werd gehouden op 5 april 2015.

## Mannen
De wedstrijd maakt deel uit van de UCI World Tour 2015. De Zwitser Fabian Cancellara won de edities 2014 en 2013, maar kon zijn titel wegens een gebroken ruggenwervel door een val in de E3 Harelbeke dit jaar niet verdedigen. De Noor Alexander Kristoff haalde de overwinning in de sprint van Niki Terpstra.

### Parcours
Ten opzichte van de editie van 2014 werd het parcours opnieuw gewijzigd. De drie (steeds kleiner wordende) lussen met de Oude Kwaremont en de Paterberg bleven ongewijzigd. Zo moet de Oude Kwaremont opnieuw drie keer beklommen worden en de Paterberg nog twee keer. Deze editie telt 19 beklimmingen, 2 meer dan vorig jaar. De Tiegemberg en de Berendries komen terug in het parcours.

#### Hellingen
In totaal moeten de renners 19 hellingen bedwingen:
| Nummer | Naam                  | Kilometer | Bestrating | Lengte (m) | Gemiddelde helling | Maximale helling |
| ------ | --------------------- | --------- | ---------- | ---------- | ------------------ | ---------------- |
| 1      | Tiegemberg            | 177       | asfalt     | 750        | 5,6%               | 9%               |
| 2      | Oude Kwaremont        | 152       | kasseien   | 2200       | 4,2%               | 11%              |
| 3      | Kortekeer             | 141       | asfalt     | 1000       | 6,4%               | 17,1%            |
| 4      | Eikenberg             | 134       | kasseien   | 1300       | 6,2%               | 11%              |
| 5      | Wolvenberg            | 131       | asfalt     | 666        | 6,8%               | 17,3%            |
| 6      | Molenberg             | 118       | kasseien   | 463        | 7%                 | 14,2%            |
| 7      | Leberg                | 97        | asfalt     | 700        | 6,1%               | 14%              |
| 8      | Berendries            | 93        | asfalt     | 940        | 7,1%               | 12,4%            |
| 9      | Valkenberg            | 88        | asfalt     | 875        | 6%                 | 15%              |
| 10     | Kaperij               | 77        | asfalt     | 1250       | 5%                 | 8%               |
| 11     | Kanarieberg           | 70        | asfalt     | 1000       | 7,7%               | 14%              |
| 12     | Oude Kwaremont        | 54        | kasseien   | 2200       | 4,2%               | 11%              |
| 13     | Paterberg             | 51        | kasseien   | 400        | 12,5%              | 20%              |
| 14     | Koppenberg            | 44        | kasseien   | 600        | 11,6%              | 22%              |
| 15     | Steenbeekdries        | 39        | kasseien   | 820        | 7,6%               | 12,8%            |
| 16     | Taaienberg            | 36        | kasseien   | 800        | 7,1%               | 18%              |
| 17     | Kruisberg(Oudestraat) | 26        | kasseien   | 1875       | 5%                 | 9%               |
| 18     | Oude Kwaremont        | 16        | kasseien   | 2200       | 4,2%               | 12%              |
| 19     | Paterberg             | 13        | kasseien   | 400        | 12,5%              | 20%              |

#### Kasseistroken
Naast de hellingen krijgen de renners ook nog 6 vlakke kasseistroken voor de wielen geschoven.
| Nummer | Naam             | Kilometer | Lengte (m) |
| ------ | ---------------- | --------- | ---------- |
| 1      | Ruitersstraat    | 131       | 800        |
| 2      | Kerkgate         | 128       | 2650       |
| 3      | Holleweg         | 125       | 350        |
| 4      | Paddestraat      | 113       | 2300       |
| 5      | Haaghoek         | 101       | 2000       |
| 6      | Mariaborrestraat | 41        | 2000       |

### Deelnemende ploegen
| 17 UCI World Tour-ploegen | 17 UCI World Tour-ploegen | 17 UCI World Tour-ploegen | 8 wildcards                 |
| ------------------------- | ------------------------- | ------------------------- | --------------------------- |
| AG2R La Mondiale          | Giant-Alpecin             | Movistar                  | Topsport Vlaanderen-Baloise |
| Astana                    | IAM Cycling               | Orica-GreenEdge           | Wanty-Groupe Gobert         |
| BMC Racing Team           | Katjoesja                 | Team Sky                  | Cofidis                     |
| Cannondale-Garmin         | Lampre-Merida             | Tinkoff-Saxo              | MTN-Qhubeka                 |
| Etixx-Quick Step          | LottoNL-Jumbo             | Trek Factory Racing       | Androni Giocattoli          |
| FDJ                       | Lotto Soudal              |                           | Bora-Argon 18               |
|                           |                           |                           | Europcar                    |
|                           |                           |                           | Team Roompot                |

### Rituitslag
| Ronde van Vlaanderen 2015 |                    |                    |          |
| Plaats                    | Naam               | Ploeg              | Tijd     |
| 1                         | Alexander Kristoff | Katjoesja          | 6u26'38" |
| 2                         | Niki Terpstra      | Etixx-Quick Step   | z.t.     |
| 3                         | Greg Van Avermaet  | BMC Racing Team    | + 7"     |
| 4                         | Peter Sagan        | Tinkoff-Saxo       | + 17"    |
| 5                         | Tiesj Benoot       | Lotto Soudal       | + 35"    |
| 6                         | Lars Boom          | Astana             | z.t.     |
| 7                         | John Degenkolb     | Team Giant-Alpecin | + 48"    |
| 8                         | Jürgen Roelandts   | Lotto Soudal       | z.t.     |
| 9                         | Zdeněk Štybar      | Etixx-Quick Step   | z.t.     |
| 10                        | Martin Elmiger     | IAM Cycling        | z.t.     |

## Vrouwen
De Ronde van Vlaanderen was bij de vrouwen aan zijn twaalfde editie toe. De wedstrijd maakt deel uit van de wereldbeker en werd gewonnen door de Italiaanse Elisa Longo Borghini na een solo van 28 kilometer; haar Belgische ploeggenote Jolien D'Hoore werd tweede door de sprint te winnen van de achtervolgende groep.

### Rituitslag
| Plaats  | Naam                   | Ploeg                | Tijd     |
| ------- | ---------------------- | -------------------- | -------- |
| Winnaar | Elisa Longo Borghini   | Wiggle Honda         | 3u50'43" |
| 2       | Jolien D'Hoore         | Wiggle Honda         | + 43"    |
| 3       | Anna van der Breggen   | Rabo-Liv             | z.t.     |
| 4       | Annemiek van Vleuten   | Bigla Pro Cycling    | z.t.     |
| 5       | Elena Cecchini         | Lotto Soudal Ladies  | z.t.     |
| 6       | Alena Amialiusik       | Velocio-SRAM         | z.t.     |
| 7       | Pauline Ferrand-Prévot | Rabo-Liv             | z.t.     |
| 8       | Elizabeth Armitstead   | Boels Dolmans        | + 45"    |
| 9       | Chantal Blaak          | Boels Dolmans        | + 47"    |
| 10      | Ashleigh Moolman       | Bigla Pro Cycling    | z.t.     |
| 11      | Megan Guarnier         | Boels Dolmans        | + 3'30"  |
| 12      | Lauren Hall            | TWENTY16-Ridebiker   | z.t.     |
| 13      | Emma Johansson         | Orica-AIS            | z.t.     |
| 14      | Joëlle Numainville     | Bigla Pro Cycling    | z.t.     |
| 15      | Trixi Worrack          | Velocio-SRAM         | z.t.     |
| 16      | Lucinda Brand          | Rabo-Liv             | z.t.     |
| 17      | Eugenia Bujak          | BTC City Ljubljana   | z.t.     |
| 18      | Sabrina Stultiens      | Liv-Plantur          | z.t.     |
| 19      | Tiffany Cromwell       | Velocio-SRAM         | z.t.     |
| 20      | Janneke Ensing         | Parkhotel Valkenburg | z.t.     |

1913 · 
1914 · 
1915 · 
1916 · 
1917 · 
1918 · 
1919 · 
1920 · 
1921 · 
1922 · 
1923 · 
1924 · 
1925 · 
1926 · 
1927 · 
1928 · 
1929 · 
1930 · 
1931 · 
1932 · 
1933 · 
1934 · 
1935 · 
1936 · 
1937 · 
1938 · 
1939 · 
1940 · 
1941 · 
1942 · 
1943 · 
1944 · 
1945 · 
1946 · 
1947 · 
1948 · 
1949 · 
1950 · 
1951 · 
1952 · 
1953 · 
1954 · 
1955 · 
1956 · 
1957 · 
1958 · 
1959 · 
1960 · 
1961 · 
1962 · 
1963 · 
1964 · 
1965 · 
1966 · 
1967 · 
1968 · 
1969 · 
1970 · 
1971 · 
1972 · 
1973 · 
1974 · 
1975 · 
1976 · 
1977 · 
1978 · 
1979 · 
1980 · 
1981 · 
1982 · 
1983 · 
1984 · 
1985 · 
1986 · 
1987 · 
1988 · 
1989 · 
1990 · 
1991 · 
1992 · 
1993 · 
1994 · 
1995 · 
1996 · 
1997 · 
1998 · 
1999 · 
2000 · 
2001 · 
2002 · 
2003 · 
2004 · 
2005 · 
2006 · 
2007 · 
2008 · 
2009 · 
2010 · 
2011 · 
2012 · 
2013 · 
2014 · 
2015 · 
2016 · 
2017 · 
2018 · 
2019 · 
2020 · 
2021 · 
2022 · 
2023 · 
2024
Lijst van beklimmingen
 Tour Down Under · 
 Parijs-Nice · 
 Tirreno-Adriatico · 
 Milaan-San Remo ·
 E3 Harelbeke ·
 Ronde van Catalonië ·
 Gent-Wevelgem ·
 Ronde van Vlaanderen ·
 Ronde van Baskenland ·
 Parijs-Roubaix ·
 Amstel Gold Race ·
 Waalse Pijl ·
 Luik-Bastenaken-Luik ·
 Ronde van Romandië ·
 Ronde van Italië ·
 Critérium du Dauphiné ·
 Ronde van Zwitserland ·
 Ronde van Frankrijk ·
 Clásica San Sebastián ·
 Ronde van Polen ·
/ Eneco Tour ·
 Vattenfall Cyclassics ·
 GP Ouest-France Plouay ·
 Grote Prijs van Quebec ·
 Ronde van Spanje ·
 Grote Prijs van Montreal ·
 UCI Ploegentijdrit ·
 Ronde van Lombardije